# Jinzhai
Jinzhai (en chino, 金寨; pinyin, Jīnzhài) es un condado  bajo la administración directa de la Prefectura Lu’an en la Provincia de Anhui, República Popular China.  Su área es de 3918 km² y su población total para 2010 superó los 500 mil habitantes. 

## Administración
Desde julio de 2020, el  Condado Jinzhai se divide en 23 pueblos que se administran en 13 poblados y 10 villas.